# Bahnstrecke Weil am Rhein–Saint-Louis (Haut-Rhin)
| Palmrainbrücke über den Rhein |                      |                                                         |                                                         |
| Streckennummer: | 4423                 |                                                         |                                                         |
| Kursbuchstrecke (DB): | 252n                 |                                                         |                                                         |
| Streckenlänge: | 11,0 km              |                                                         |                                                         |
| Spurweite: | 1435 mm (Normalspur) |                                                         |                                                         |
| Streckenklasse: | Anschlussgleis       |                                                         |                                                         |
| Zweigleisigkeit: | ehemals durchgehend  |                                                         |                                                         |
| |                      |                                                         |                                                         |
| \| \| \| von Basel Bad Bf \| \| \| \| \| von Lörrach \| \| \| \| 0,0 \| Weil am Rhein \| Weil am Rhein \| \| \| 2,5 \| Weil-Leopoldshöhe \| Weil-Leopoldshöhe \| \| \| \| nach Mannheim Hbf \| \| \| \| \| Nordschleife \| \| \| \| 4,4 \| Haltingen Süd \| Haltingen Süd \| \| \| \| Rheinhafen Weil am Rhein (Anschlussgleis) \| \| \| \| \| Rheinbrücke, Grenze zwischen Deutschland und Frankreich \| \| \| \| 7,9 \| Huningue (Hüningen) \| Huningue (Hüningen) \| \| \| \| von Basel SNCF \| \| \| \| 11,0 \| Saint-Louis (Haut-Rhin) \| Saint-Louis (Haut-Rhin) \| \| \| \| nach Strasbourg \| \| \| \| \| \| \| \| Quellen: [1] \| \| \| \| |                      |                                                         |                                                         |
| Strecke |                      | von Basel Bad Bf                                        | von Basel Bad Bf                                        |
| Abzweig geradeaus und von rechts |                      | von Lörrach                                             | von Lörrach                                             |
| Bahnhof | 0,0                  | Weil am Rhein                                           | Weil am Rhein                                           |
| ehemaliger Bahnhof | 2,5                  | Weil-Leopoldshöhe                                       | Weil-Leopoldshöhe                                       |
| Abzweig geradeaus und nach rechts |                      | nach Mannheim Hbf                                       | nach Mannheim Hbf                                       |
| Abzweig geradeaus und ehemals nach links |                      | Nordschleife                                            | Nordschleife                                            |
| ehemaliger Bahnhof | 4,4                  | Haltingen Süd                                           | Haltingen Süd                                           |
| Abzweig ehemals geradeaus, nach links und nach rechts |                      | Rheinhafen Weil am Rhein (Anschlussgleis)               | Rheinhafen Weil am Rhein (Anschlussgleis)               |
| Grenze auf Brücke über Wasserlauf (Strecke außer Betrieb) |                      | Rheinbrücke, Grenze zwischen Deutschland und Frankreich | Rheinbrücke, Grenze zwischen Deutschland und Frankreich |
| Betriebs-/Güterbahnhof Strecke bis hier außer Betrieb | 7,9                  | Huningue (Hüningen)                                     | Huningue (Hüningen)                                     |
| Abzweig geradeaus und von links |                      | von Basel SNCF                                          | von Basel SNCF                                          |
| Bahnhof | 11,0                 | Saint-Louis (Haut-Rhin)                                 | Saint-Louis (Haut-Rhin)                                 |
| Strecke |                      | nach Strasbourg                                         | nach Strasbourg                                         |
| |                      |                                                         |                                                         |
| Quellen: |                      |                                                         |                                                         |

Die Bahnstrecke Weil am Rhein–Saint-Louis (Haut-Rhin) wurde als strategische Bahn für deutsches Militär errichtet und war nach dem Ersten Weltkrieg eine grenzüberschreitende Bahnverbindung zwischen Frankreich und Deutschland. Das Mittelstück wurde bereits 1937 stillgelegt. Heute werden nur die beiden Endstücke noch für Güterverkehr genutzt.

## Geografische Lage
Die Strecke verband das rechtsrheinische Weil am Rhein in Baden mit dem linksrheinischen Saint-Louis (deutsch: Sankt Ludwig) im Elsass. Kernstück war die Palmrainbrücke über den Rhein.

## Vorlauf
Schon 1863 beabsichtigten die Großherzoglich Badischen Staatseisenbahnen und die Chemins de fer de l’Est (Französische Ostbahn) bei Weil am Rhein eine den Rhein querende Bahnstrecke zu bauen. Allerdings kam es erst 1869 zu einem Übereinkommen. Aufgrund des Ausbruchs des Deutsch-Französischen Kriegs wurde der Bau nicht ausgeführt.

## Bau
Am 13. Mai 1874 schlossen das Großherzogtum Baden – als Eigentümer der Großherzoglich Badischen Staatseisenbahnen – und das Deutsche Reich – als Eigentümer der Reichseisenbahnen im Reichsland Elsaß-Lothringen – einen Staatsvertrag über den Bau der eingleisigen, 5,6 Kilometer Bahnstrecke zwischen Leopoldshöhe (Weil am Rhein) und St. Ludwig. Die erforderliche Rheinbrücke wurde dabei vorsorglich schon für zwei Gleise ausgelegt. Die Strecke wurde am 11. Februar 1878 offiziell eröffnet.

## Betrieb

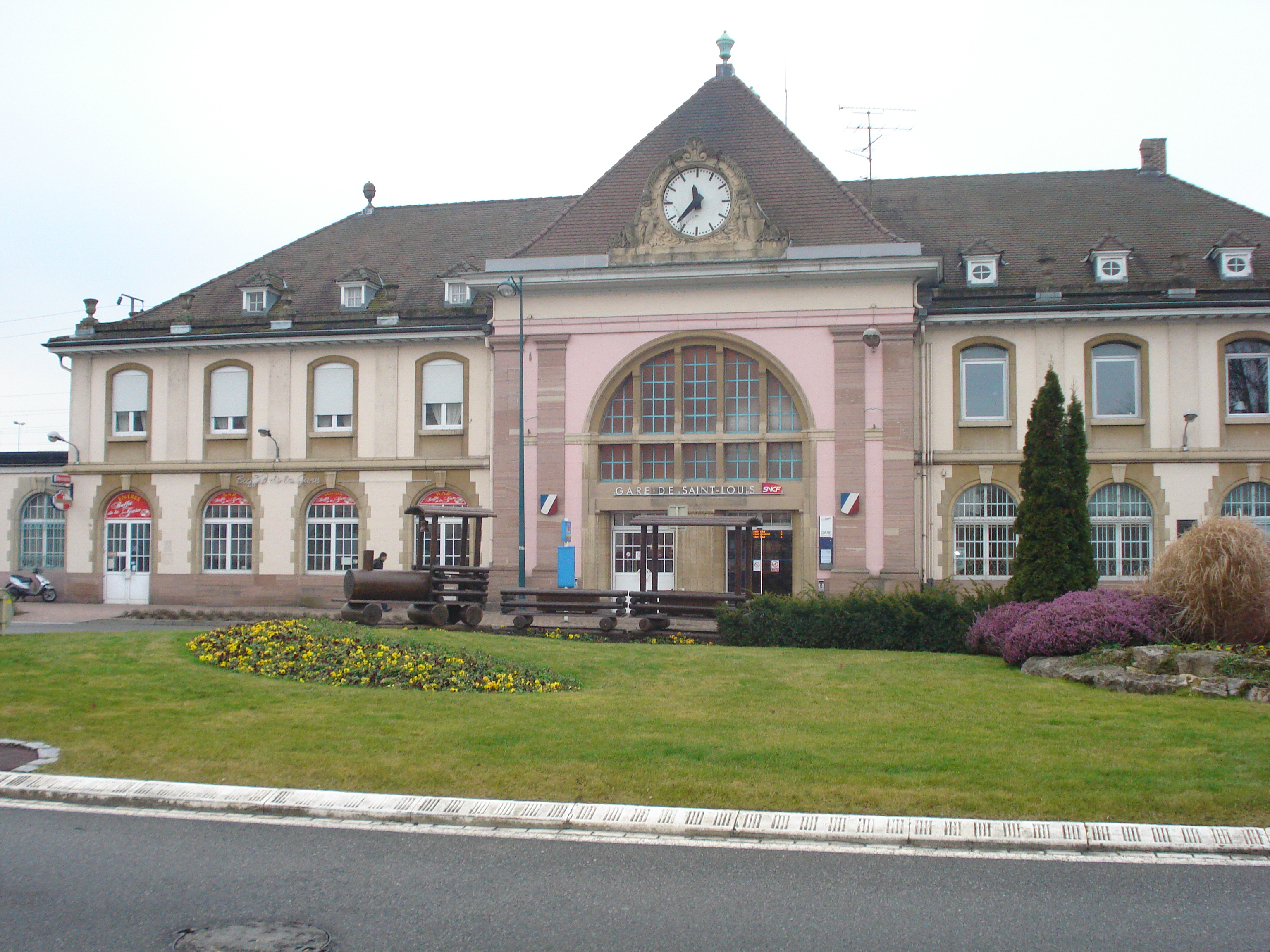
Bahnhof von St-Louis

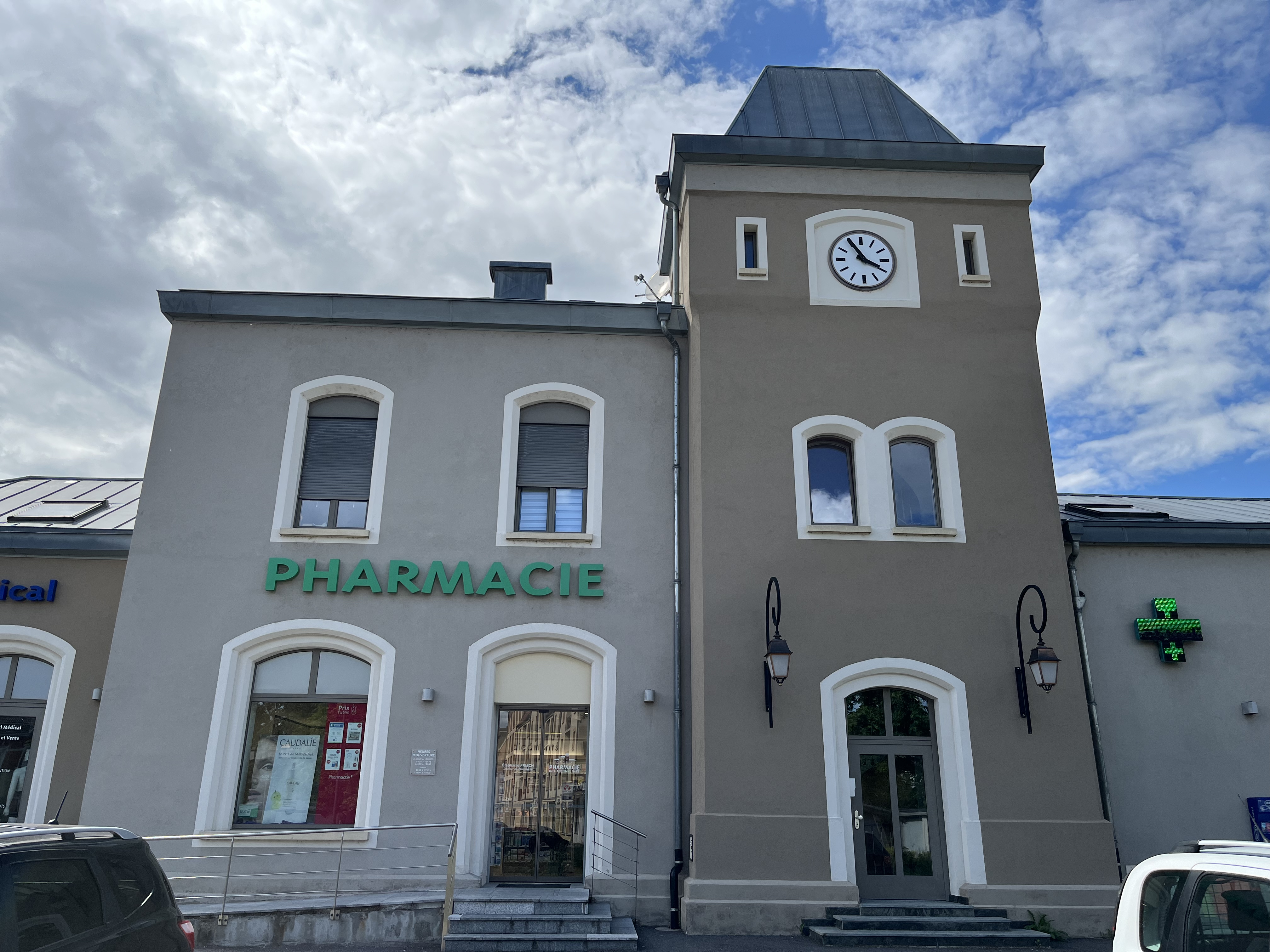
Ehemaliger Bahnhof von Huningue

Ihre volle Bedeutung in strategischer Hinsicht zeigte sich, als am 20. Mai 1890 auch die Bahnstrecke Weil am Rhein–Lörrach in Betrieb ging. Diese ermöglichten zusammen mit der Wutachtalbahn grenznah zur Schweiz, aber ohne deren Territorium zu berühren, den Bahnknoten Basel zu umfahren und auf die Schweizer Neutralität nicht länger Rücksicht nehmen zu müssen. Züge, vor allem des Militärs, konnten so aus dem Inneren des Deutschen Reichs in das Elsass fahren. Ab 1906 war die Strecke für den zweigleisigen Betrieb ausgebaut. 1914 fuhren hier täglich elf Personenzugpaare, ausschließlich im Nahverkehr.
Die Voraussetzungen änderten sich drastisch, als Deutschland den Ersten Weltkrieg verlor. Der Rhein bildete nun wieder die Staatsgrenze zwischen Deutschland und Frankreich, die Strecke wurde eine internationale Bahnverbindung. Den französischen Teil betrieben erneut die Chemins de fer de l’Est. Im Juli 1920 wurde eingleisig der Zugbetrieb wieder aufgenommen und 1922 auf deutscher Seite ein gemeinsamer Grenzbahnhof, Haltingen Süd, eingeweiht. Da sowohl im Personen- als auch im Güterverkehr das Verkehrsaufkommen gering blieb, wurde am 3. April 1937 der grenzüberschreitende Betrieb eingestellt. Die Strecke zwischen Huningue und Haltingen Süd wurde stillgelegt und die Aufbauten der Rheinbrücke abgerissen. Auf deutscher Seite dient der verbliebene Streckenrest als Teil des Anschlussgleises zum Rheinhafen Weil am Rhein, auf französischer Seite findet zwischen Saint-Louis und Huningue noch Güterverkehr statt.